# Shibuya Tsubasa
Shibuya Tsubasa (渋谷飛翔 Shibuya Tsubasa, sinh ngày 27 tháng 1 năm 1995 ở Tokyo) là một cầu thủ bóng đá người Nhật Bản thi đấu cho Nagoya Grampus.

## Sự nghiệp

### Câu lạc bộ
Vào ngày 10 tháng 1 năm 2017, Shibuya ký hợp đồng với Nagoya Grampus.

## Thống kê sự nghiệp

### Câu lạc bộ
Tính đến trận đấu diễn ra ngày 20 tháng 11 năm 2016
| Câu lạc bộ          | Mùa giải            | Giải vô địch        | Giải vô địch | Giải vô địch | Cúp Quốc gia | Cúp Quốc gia | Cúp Liên đoàn | Cúp Liên đoàn | Châu lục | Châu lục  | Khác    | Khác      | Tổng    | Tổng      |
| Câu lạc bộ          | Mùa giải            | Hạng đấu            | Số trận      | Bàn thắng    | Số trận      | Bàn thắng    | Số trận       | Bàn thắng     | Số trận  | Bàn thắng | Số trận | Bàn thắng | Số trận | Bàn thắng |
| ------------------- | ------------------- | ------------------- | ------------ | ------------ | ------------ | ------------ | ------------- | ------------- | -------- | --------- | ------- | --------- | ------- | --------- |
| Yokohama            | 2013                | J2 League           | 3            | 0            | 1            | 0            | 0             | 0             | –        | –         | –       | –         | 4       | 0         |
| Yokohama            | 2014                | J2 League           | 3            | 0            | 0            | 0            | 0             | 0             | –        | –         | –       | –         | 0       | 0         |
| Yokohama            | 2015                | J2 League           | 0            | 0            | 0            | 0            | 0             | 0             | –        | –         | –       | –         | 0       | 0         |
| Yokohama            | 2016                | J2 League           | 19           | 0            | 0            | 0            | 0             | 0             | –        | –         | –       | –         | 19      | 0         |
| Yokohama            | Tổng                | Tổng                | 25           | 0            | 1            | 0            | 0             | 0             | -        | -         | -       | -         | 26      | 0         |
| Nagoya Grampus      | 2017                | J2 League           | 0            | 0            | 0            | 0            | 0             | 0             | –        | –         | –       | –         | 0       | 0         |
| Tổng cộng sự nghiệp | Tổng cộng sự nghiệp | Tổng cộng sự nghiệp | 25           | 0            | 1            | 0            | 0             | 0             | -        | -         | -       | -         | 26      | 0         |